# 桜川末子・松鶴家千代八
桜川末子・松鶴家千代八（さくらがわすえこ・しょかくやちよはち）は、昭和期に活躍した音曲漫才コンビ（1954年 - 1974年）。
恰幅の良い末子が男勝りの気っ風と節回しで聞かせる江州音頭と、痩躯の千代八が甲高い声で細棹を弾き語る座敷唄の数々、締めには定番の数え歌でウケを取った。十八番に野球の数え歌がある。
1954年にベテラン同士で結成。高齢を理由に1974年10月に大阪府大阪市にある新花月にて引退興行するまで、上方芸界の大看板として20年間活動し続けた。尚テレビなどで古典万歳の三曲万歳が披露されるとよく出演していた。

## メンバー
- 櫻川末子（さくらがわ すえこ、1901年 - 1987年）本名：中村小末[1]。

17歳頃に、それまでは好きでやっていたという江州音頭の音頭取りとしてプロの道へ。その後18歳で結婚し一旦引退したが、19歳のとき夫と子供が相次いで亡くなったことで再びプロとして寄席に出ることとなった。少女音頭取りとして、明治末から今で言うアイドル人気を博していたが、1920年頃櫻川仙丸から櫻川仙末女（さくらがわせんまめ）の名を貰い一本立ちした。

江州音頭の営業が減少する農繁期対策で、1921年に荒川竹春>とコンビを組み、天満朝日席で漫才初舞台。引退まで続いた数え唄は、このときのコンビから始まり、当時から人気を博したネタとなった。
神戸の江州音頭大会に出演していたときに吉本興業の林正之助の目に留まって引き抜かれ、1924年に櫻川花子と日本初の女性コンビ『末子・花子』で売り出される。三代目桂米朝をして「戦前の吉本を儲けさしたんは末子」と述懐しむるほどの絶大な人気を誇った。
1944年、花子の出産に伴いコンビ解消。立美三好、高田久子と相方を変えた後、1954年から二代目千代八と組み、高座、座敷、ラジオ・テレビのみならず、従前櫓の上でも引く手数多だった。
1960年代後半には体調を崩し一時舞台を休んでいたが、1970年の大阪万博を機に猛然と復活、道頓堀角座で大トリを張り連日満杯の客を捌いた。
鼓を携えた勇姿は女捨丸（おんなすてまる）と讃えられ、客からも「女捨丸」と声がかかった。
2人目の夫櫻川定丸は相方花子の父親で、作家（ネタ）でもあった。二周り近く歳が離れていたため、普段は親子として、子供は夫の孫として周囲に紹介していた。1分でも早く舞台を降りると「おまはんは、サボってる」と叱られたと言う。それほど芸に厳しかった。
桂米朝は末子の大ファンで必ず弟子等に楽屋のソデから生の舞台を見させていた。
- 松鶴家千代八（2代目）（しょかくや ちよはち、1908年2月5日 - 1987年時点で健在）本名：内藤タキエ。

1915年に松島・中島席で初舞台。後に夫となる初代千代八に見初められ、1927年頃から夫婦漫才コンビ『松鶴家千代八・八千代』では大柄で鼻の下のちょび髭姿の千代八に対して小柄で美人の八千代で大小のコントラストを売りにし都々逸や剣舞など得意としていた。そして、千代八を八千代が竹刀で突っ込むという芸も人気になったが、それゆえ「萬歳は下劣である」という考えができる一因になった。因みに竹は中を空洞にし寄席中に響くように細工していた。
夫が亡くなった1952年に二代目千代八を襲名。間もなく末子と組み、肩肌脱いで叩く大太鼓の色気と、電光石火の撥捌き（三味線）、当意即妙の合いの手で末子の節を盛り立てた。山中節も唸らせた。引退まで第一線で活躍。晩年「浪談 博多小女郎」を極め付き。1987年には岡山県に在住していた。

## 受賞歴
- 第1回上方お笑い大賞功労賞
- 第7回上方演芸の殿堂入り
- 第27回芸術祭優秀賞

## 録音･映像
- 伝説の昭和上方漫才 松竹名人会